# مانويل ترايتنبيرغ

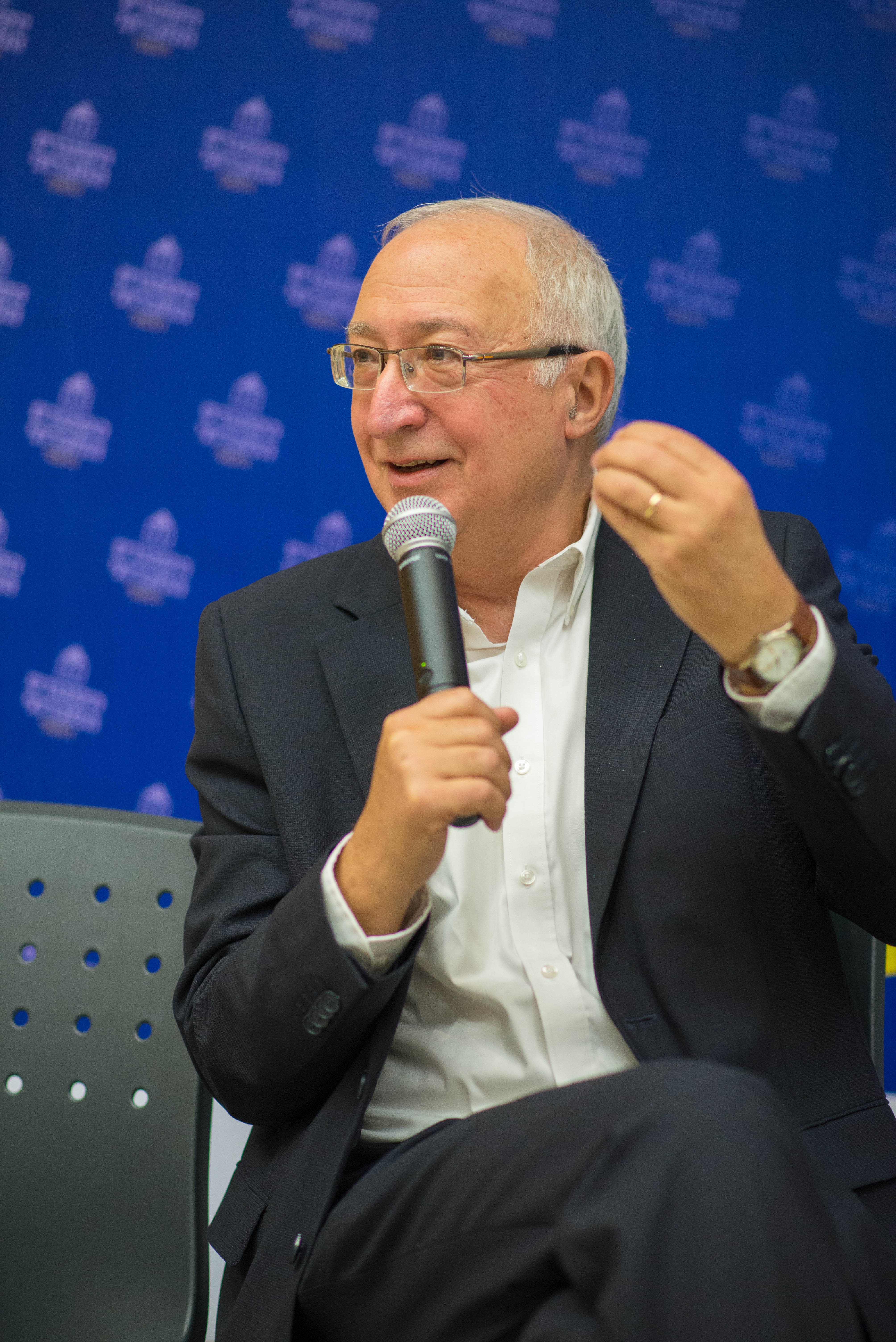
البروفيسور مانويل ترايتنبيرغ.

البروفيسور مانويل ترايتنبيرغ (بالعبرية: מנואל טרכטנברג من مواليد 21 سبتمبر 1950) خبير اقتصادي إسرائيلي ورئيس لجنة التخطيط والميزانية في مجلس التعليم العالي في إسرائيل.